# Čortanovci
Čortanovci (en serbe cyrillique : Чортановци) est une localité de Serbie située dans la province autonome de Voïvodine. Elle fait partie de la municipalité d'Inđija dans le district de Syrmie (Srem). Au recensement de 2011, elle comptait 2 337 habitants.
Čortanovci, officiellement classé parmi les villages de Serbie, est une communauté locale, c'est-à-dire une subdivision administrative, de la municipalité d'Inđija.

## Géographie

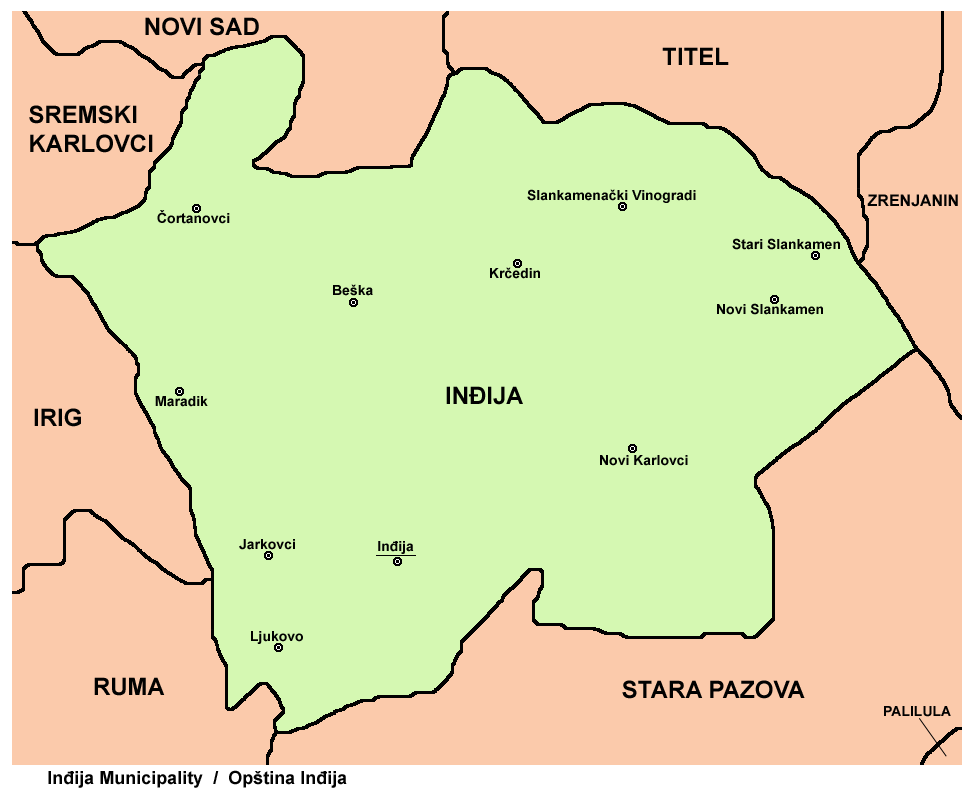
Localisation de Čortanovci dans la municipalité d'Inđija

Čortanovci se trouve dans la région de Syrmie, au pied du versant oriental du massif de la Fruška gora.

## Histoire
Sur le territoire du village se trouve le site de la Mihaljevačka šuma qui remonte au IVe siècle ; il abrite les vestiges d'un fort romain portant le nom de Ad Herculem et les archéologues y ont retrouvé environ 2 300 pièces de monnaie datant de cette époque ; à la suite de glissements de terrain, une partie de l'ancienne forteresse s'est effondrée dans le Danube (deux tours et le rempart nord) ; la Mihaljevačka šuma est aujourd'hui inscrite sur la liste des sites archéologiques de grande importance de la république de Serbie,.
Le village abrite un château dominant le Danube construit au début du XXe siècle pour Radenko Stanković par l'architecte Dragiša Brašovan dans le style médiéval serbe.

## Démographie

### Évolution historique de la population
| 1948 | 1953  | 1961  | 1971  | 1981  | 1991  | 2002  | 2011  |
| ---- | ----- | ----- | ----- | ----- | ----- | ----- | ----- |
| 944  | 1 106 | 1 833 | 1 651 | 1 853 | 1 590 | 2 308 | 2 337 |

|  |

### Données de 2002
Pyramide des âges (2002)
En 2002, l'âge moyen de la population était de 41 ans pour les hommes et 43 ans pour les femmes.
Répartition de la population par nationalités (2002)
En 2002, les Serbes représentaient 90,4 % de la population ; le village abritait aussi des minorités roms (1,4 %) et croates (1,1 %).

### Données de 2011
En 2011, l'âge moyen de la population était de 46,2 ans, 44,8 ans pour les hommes et 47,6 ans pour les femmes.

## Tourisme

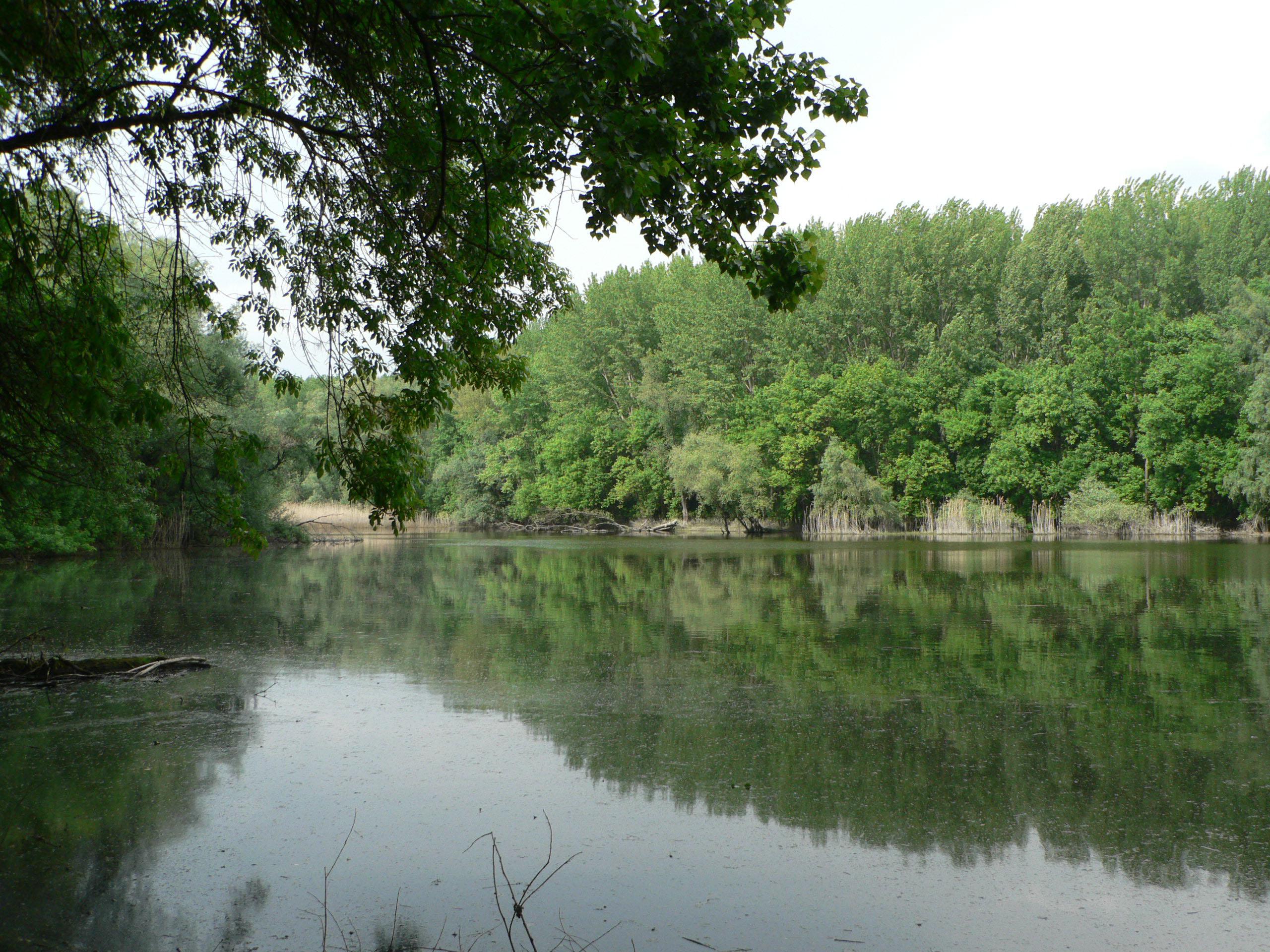
Le Koviljsko-petrovaradinski rit

Čortanovci est situé au pied de la Fruška gora. Un parc national a été créé dans le massif en 1960, ; en 2000, le secteur a été désigné comme une zone importante pour la conservation des oiseaux (en abrégé : ZICO). La réserve naturelle du Koviljsko-petrovaradinski rit s'étend en partie sur le territoire du village ; l'ensemble couvre une superficie de 4 840 ha ; en 2000, un secteur de 5 500 ha a été défini comme une zone importante pour la protection des oiseaux. On y  rencontre notamment la cigogne noire (Ciconia nigra) et le pygargue à queue blanche (Haliaeetus albicilla).
L'église Saint-Nicolas de Čortanovci a été construite dans la première moitié du XIXe siècle ; elle est inscrite sur la liste des monuments culturels de grande importance de la république de Serbie. Le village abrite aussi un monument aux victimes de la terreur fasciste, inscrit sur la liste des sites mémoriels protégés du pays.

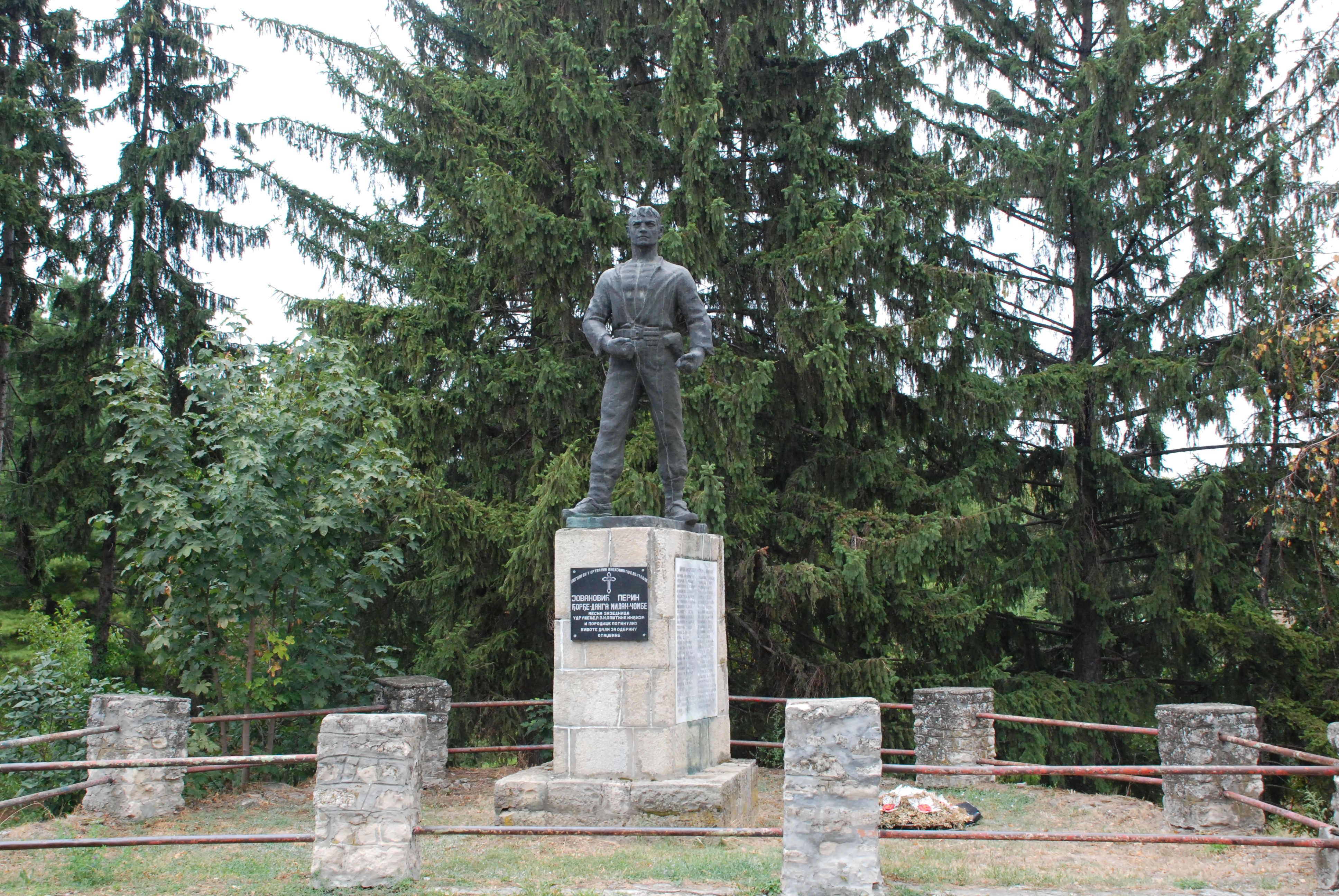
Le monument aux victimes de la terreur fasciste